# Cibetovke
Cibetovke so majhni, vitki, pretežno nočni sesalci, doma v tropskih delih Azije in Afrike, zlasti v tropskih gozdovih. Ime se nanaša na več kot ducat različnih vrst sesalcev. Največjo vrstno pestrost te družine najdemo v jugovzhodni Aziji. Najbolj znana med njimi je afriška cibetovka ali civeta, Civettictis civetta, ki je bila v preteklosti glavni vir mošusne vonjave, ki se uporablja v parfumeriji. Beseda civet se lahko nanaša tudi na izrazit vonj po mošusu, ki ga te živali širijo.
V letih 2002 in 2003 je meso teh živali po trgih v kitajski pokrajini Junan vsebovalo virus SARS, ki je na cibetovke preskočil z netopirjev. Posledica je bila izbruh virusne bolezni, zaradi katere je v letih 2002–2003 umrlo 774 ljudi. 

## Taksonomija
Domače ime se uporablja za več vrst mesojedih sesalcev, večinoma iz družine Viverridae. Pisani binturong ali nandinija (Nandinia binotata) zaradi evolucijske oddaljenosti spada v lastno družino Nandiniidae. 
Cibetovke v angleščini imenujejo tudi "toddycats", v indonezijščini jih poznajo kot "luvak", kot "musang" v malezijščini in kot urulǣvā ( උරුලෑවා ) v singalščini. Med malezijskimi govorci lahko pride do zmede, ker so tiskani mediji avtohtono besedo "musang" napačno uporabljali za lisice, namesto pravilne, a manj znane besede "rubah". Lisice sicer niso avtohtone v jugovzhodni Aziji. 
Manjši del avtorjev uporablja izraz "cibetovka" le za vrste rodov Civettictis, Viverra in Viverricula.  Vendar se v bolj splošni rabi pod poimenovanjem cibetovka označuje tudi rodove Chrotogale, Cynogale, Diplogale, Hemigalus, Arctogalidia, Macrogalidia, Paguma in Paradoxurus. 

## Telesne značilnosti
Cibetovke na splošno spominjajo na mačke, imajo pa podaljšan, pogosto koničast gobec, kot ga poznamo pri vidrah ali dihurjih. Dolge so približno (brez njihovih dolgih repov) od 43 do 71 cm, tehtajo pa od 1,4 do 4,5 kg. 
Cibetovka proizvaja mošus, ki je cenjen kot dišava in sredstvo za stabilizacijo parfuma Tako samci kot samice ustvarjajo močan izloček v svojih perinealnih žlezah. Da bi prišli do cibeta, živali ubijajo in jim žleze izrežejo, ali pa snov iz žlez žive živali izpraskajo. Slednje je danes najpogostejša metoda. 
Skupine za živalske pravice, kot je World Animal Protection, so zaradi krutosti, ki jo doživljajo pri tem živali, zaskrbljene. Zaradi teh etičnih pomislekov in sintetičnih nadomestkov, ki so na voljo, reja cibetovk izumira. Chanel, proizvajalec priljubljenega parfuma Chanel št. 5, trdi, da je naravni cibet že leta 1998 nadomestil s sintetičnim nadomestkom. 

## Habitat
Viveridi so avtohtoni na področju podsaharske Afrike, Madagaskarja, Iberskega polotoka, južne Kitajske, južne in jugovzhodne Azije. Njihovi priljubljeni habitati so gozd, savana in gorski biom. Posledično se mnogi soočajo s hudo izgubo habitata; več vrst velja za ranljive, vidrasta civeta ali mampalon (Cynogale bennettii) pa je uvrščena med ogrožene. Nekatere vrste cibetovk so zelo redke in o njih ni skoraj nič znanega, npr. vrsta Diplogale hosei, doma v gozdovih gora severnega Bornea, je ena najmanj znanih vrst mesojedcev na svetu.

### Južna Azija
Na Šrilanki je v sinhalsko govoreči skupnosti malajski musang (Paradoxurus hermaphroditus) poznan pod imenom "uguduwa". Šrilanška skupnost izraza uguduwa in kalawedda uporablja izmenično za isto žival. Vendar pa se izraz kalawedda večinoma uporablja za označevanje druge vrste iz družine cibetovk, malo indijsko cibetovko (Viverricula indica).
Šrilanka ima tudi endemično vrsto cibetovk, imenovano Paradoxurus zeylonensis. V zadnjem času je bila ta vrsta razdeljena na 3 ločene endemične vrste, na Paradoxurus montanus, P. aureus in P. stenocephalus. V Bangladešu in na področjih Indije, kjer se govori bengalščina, so cibetovke znane kot "khataš" ( bengalsko খাটাশ  ) za manjše vrste in "bagdaš" ( bengalsko বাগডাশ  ) za večje, ki so dandanes v Bangladešu izjemno redke (na območju Khulna je žival znana tudi kot "šairel"). V asamščini je ta žival poznana kot "zohamola" ( asamsko : জহামলা), kar dobesedno pomeni "imeti blato z aromo zoha". Na področjih Indije, kjer se govori maratščina, imenujejo cibetovke "Udmanjar".

## Prehrana
Cibetovke izstopajo v redu zveri, ker se prehranjujejo rastlinojedo ali vsejedo, četudi je večina zveri mesojedcev. Mnoge vrste jedo predvsem sadje, nekaterim pa je cvetni nektar glavni vir energije.

### Kava
Kopi luvak (imenovana tudi caphe cut chon (kava iz lisičjega gnoja) v Vietnamu in kape alamid na Filipinih) je kava iz kavnih češenj, ki jih je pojedel in delno prebavil malajski musang (Paradoxurus hermaphroditus). Kavni plod snovi v iztrebkih živali nato predelajo.  Cibetovke prebavijo meso kavnih češenj, med samim procesom želodčni encimi reagirajo s koščicami, kar kavi doda dragoceno aromo. 0,5 kg (1 lb) v nekaterih delih sveta lahko stane do 500 evrov, drugje tudi do več kot 80 evrov na skodelico. To povpraševanje je privedlo do vzreje cibetovk, kjer se živali prehranjujejo skoraj izključno s temi plodi, kar povzroča močno podhranjenost živali. Pogoji na teh kmetijah so običajno obžalovanja vredni, vendar na Filipinih in v Vietnamu teh vzrejnih obratov ne nadzorujejo.

## Odnos z ljudmi
Malajsko cibetovko ali tangalungo (Viverra tangalunga) najdemo v številnih habitatih, vključno z gozdovi, sekundarnimi habitati, obdelovalnimi zemljišči in obrobjem vasi, zelo uspešno se prilagaja človeškim motnjam, vključno s "selektivno sečnjo" (delnim odstranjevanjem gozda). 
Preživetje afriške cibetovke (Civettictis civetta), ki jo v literaturi pogosto uvrščajo v svoj rod Viverra, ne predstavlja resnega problema, vendar v nekaterih regijah Afrike njihovo število upada zaradi lova, tako neposrednega kot posrednega zastrupljanja in porasta števila ograj okoli kmetij, ki omejujejo pretok genov znotraj posamezne populacije. Pogosto jih lovijo za prehrano lokalnih prebivalcev.

### Urbana okolja
Musangi (Paradoxurus) se občasno podajo v mesta in predmestja, pri čemer se ljudje pritožujejo nad njihovimi iztrebki in hrupom, ki ga povzročajo pri plezanju po strehah hiš. Izvedene so bile nekatere študije, ki so preučile možnosti za ublažitev te vrste konfliktov med človekom in živalmi. 